# تپه نامیوند علیا
تپه نامیوند علیا مربوط به مس وسنگ - دوره اشکانیان است و در شهرستان کرمانشاه، بخش ماهیدشت، دهستان چغانرگس، ۵۰۰ متری شمال شرق روستای نامیوند علیا واقع شده و این اثر در تاریخ ۷ اسفند ۱۳۸۶ با شمارهٔ ثبت ۲۱۷۲۳ به‌عنوان یکی از آثار ملی ایران به ثبت رسیده است.